# Смоница
Смоница је тип земљишта и то је једно од најплоднијих земљишта. Захвата равне делове. У Србији је најраспрострањенија у Шумадији, Мачви, у долинама река Велике Мораве, Јужне Мораве, Западне Мораве. Погодна је за гајење воћа и ратарских култура.
Смоница је црно, глиновито, сјајно и као смола лепљиво земљиште. Зато се и тако зове. Јавља се у равницама и на благо заталасаном рељефу, на месту исушених мочвара и језера. Покривено је травом или листопадном шумом. Смоница је плодно земљиште на коме добро успевају памук, сунцокрет, шећерна репа и друге индустријске културе. Веома је распрострањено у свету на свим континентима, а у Србији је највише има у Шумадији, Поморављу, источној Србији и Метохији.
Изразити утицај на образовање смоница има матична стена. Други значајан фактор образовања је клима, чије је основно обележје смењивање влажног и сувог периода. Рељеф је равничарски или благо валовит. Природну вегетацију сачињавају разне листопадне шуме. По механичком саставу смонице припадају глинушама и тешким глинушама са фракцијом укупне глине од 60-70%.